# بيث ميد
بيث ميد (مواليد 9 مايو 1995) هي لاعبة كرة قدم إنجليزية تلعب في مركز المهاجم في نادي أرسنال ومنتخب إنجلترا.

## روابط خارجية
- بيث ميد على موقع الاتحاد الدولي (مؤرشف)  (الإنجليزية)
- بيث ميد على موقع الاتحاد الأوربي (الإنجليزية)
- بيث ميد على موقع قاعدة بيانات كرة القدم.إي يو (الإنجليزية)
- بيث ميد على موقع ليكيب (الفرنسية)
- بيث ميد على موقع Soccerway.com (الإنجليزية)
- بيث ميد على موقع عالم كرة القدم.نت (الإنجليزية)